# Birim
Der Birim ist ein Fluss in Ghana und ein Nebenfluss des Pra.

## Verlauf
Der Fluss entspringt in den Hügeln der Atewa Range und fließt durch die Eastern Region von Ghana. Zusammen mit den anderen Nebenflüssen des Pra ist der Birim Teil des zweitgrößten Entwässerungssystems in Ghana.

## Rohstoffe
Aufgrund des Rohstoffabbaus in dem Gebiet, durch das der Birim fließt, ist der Fluss erheblich durch die Nebenprodukte der Rohstoffförderung verunreinigt. Der Birim liegt im Hauptabbaugebiet der Diamantenförderung. In der Mine in Akwatia werden zum Beispiel pro Jahr 2.000.000 Karat Diamanten geschürft.

## Spiritualität
Im Glaube der Akim liefert der Fluss die spirituelle Nahrung des Volkes. Es ist verboten in ihm dienstags zu baden oder zu fischen.